# Sha Moke

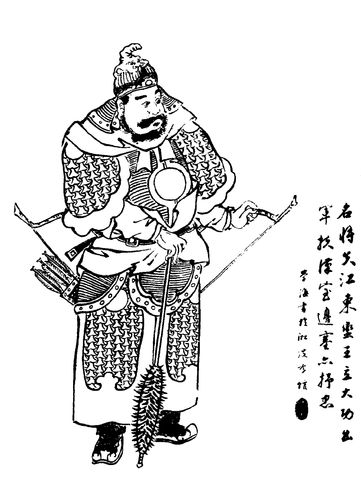
Ilustración de Sha Moke

Sha Moke, Shamoke o Shamo Ke (沙摩柯) (n. desconocido - m. 222) fue un gobernante de Wu Xi Man, región situada en el suroeste de China ocupada por la tribu miao, y luego,un general de Shu durante el período de los Tres Reinos.
Según la historia descrita en el Romance de los Tres Reinos, novela histórica china del siglo XIV, mientras Sha Moke apoyaba a Liu Bei en su campaña contra el Reino Wu, mató en la batalla de Yiling, con una flecha, al gran oficial de Wu, Gan Ning. Huyó tras ser atacado con fuego, pero Zhou Tai de Wu lo siguió, lo redujo y lo mató.